# کیشین شینویاما
کیشین شینویاما (به ژاپنی: 篠山 紀信, Shinoyama Kishin); ۳ دسامبر ۱۹۴۰ – ۴ ژانویهٔ ۲۰۲۴) عکاس اهل ژاپن بود. او به خاطر عکاسی از جلد آلبوم‌های جان لنون  و یوکو اونو، فانتزی دوبرابر و شیر و عسل قبل از ازدواج با سائوری مینامی در سال 1979، او اکثر عکس‌های جلد آلبوم خود را در سال ۱۹۷۹، او اکثر عکس‌های جلد آلبوم او را با سونی میوزیک اینترتینمنت گرفت.